# کندسکوه
کندسکوه، روستایی است از توابع بخش لوه شهرستان گالیکش در استان گلستان ایران.

## جمعیت
این روستا در دهستان گلستان قرار داشته و بر اساس سرشماری سال ۱۳۹۵ جمعیت آن ۲۰۹ نفر (۶۰ خانوار)
بوده است.